# Mitrephora pictiflora
Mitrephora pictiflora är en kirimojaväxtart som beskrevs av Adolph Daniel Edward Elmer. Mitrephora pictiflora ingår i släktet Mitrephora och familjen kirimojaväxter. Inga underarter finns listade i Catalogue of Life.